# Jože Protner
Jože Protner, slovenski politik, poslanec in magister vinarstva, * 23. april 1944.

## Življenjepis
Leta 1992 je bil izvoljen v 1. državni zbor Republike Slovenije; v tem mandatu je bil član naslednjih delovnih teles:
- Odbor za kmetijstvo in gozdarstvo (predsednik),
- Komisija za evropske zadeve,
- Komisija za spremljanje in nadzor lastninskega preoblikovanja družbene lastnine in
- Odbor za gospodarstvo.